# Rifle Pedersen
O Rifle Pedersen, oficialmente conhecido na forma final como o "rifle T1E3", era um rifle semiautomático dos Estados Unidos projetado por John Pedersen que foi feito em pequenos números para teste pelo Exército dos Estados Unidos durante a década de 1920 como parte de um programa para padronizar e adotar um substituto para o M1903 Springfield.
Embora o Rifle Pedersen tenha sido classificado por um tempo como o candidato mais provável para padronização e adoção, o M1 Garand no calibre .30, foi escolhido em seu lugar.

## Antecedentes
O Exército dos EUA havia demonstrado interesse na ideia de rifles automáticos (semiautomáticos) antes da Primeira Guerra Mundial. A experiência de combate durante aquela guerra deixou claros dois pontos gerais: que o cartucho de rifle calibre .30-06 padrão era excessivamente poderoso para as distâncias de 500 jardas (457 metros) ou menos, onde o combate de infantaria provavelmente ocorreria, e os rifles por ação de ferrolho, como o M1903 Springfield, careciam seriamente de poder de fogo e capacidade de segundo tiro. O "US Army Ordnance Department" não teve problemas em solicitar projetos e protótipos de armas de inventores e procurou facilitar seu trabalho fornecendo canos e outros equipamentos que os inventores provavelmente não seriam capazes de fabricar. No entanto, essa forma tradicional de desenvolver novas armas muitas vezes viu projetos potencialmente valiosos serem eliminados do processo de teste devido à falta de habilidades de engenharia e experiência nas fases de projeto e fabricação.
Testes no início da década de 1920 levaram o "Ordnance Bureau" a identificar três designs de rifle - o "Bang rifle", o "Thompson Autorifle" e o rifle Garand model 1919 que utilizava cartuchos com espoletas expansivas ("primer-protrusion actuated") - como candidatos promissores. No entanto, todos os três designs foram sobrecarregados com as características de alta pressão e geração de calor da munição .30-06, que parecia provável que resultasse em uma arma muito pesada e sujeita a superaquecimento para valer a pena. Testes com um pequeno número de rifles automáticos em .25 Remington "militarizados", apesar de serem inadequados para o combate, forneceram um corpo de experiência prática com rifles semiautomáticos e uma apreciação da ideia de munição menos potente pode ser uma parte crítica do desenvolvimento bem-sucedido de tais armas.

## Propostas
Nesse momento, John Douglas Pedersen fez uma proposta não solicitada ao "Army Ordnance Bureau" que teria um impacto profundo em todo o esforço para desenvolver um rifle semiautomático utilizável. Em essência, ele propôs desenvolver um rifle que não fosse operado por recuo (o que envolveria recuo excessivo e geraria imprecisão, devido ao movimento do cano dentro do rifle) nem operado a gás (o que seria complexo, pesado e potencialmente causaria uma operação indesejável características). Além disso, ele propôs desenvolver um novo cartucho na faixa de calibre .256 a .276 (6,5 mm a 7 mm) que, embora menos potente que o .30-06, seria eficaz em até 300 jardas (274 metros). Pedersen ganhou uma boa reputação como designer de armas de fogo e engenheiro de produção na "Remington Arms Company". Enquanto estava na Remington, ele projetou quatro notáveis armas de fogo comerciais. Pedersen também projetou o "Pedersen device" durante a Primeira Guerra Mundial. Esta era uma sub-arma de fogo destinada a permitir a conversão do campo de batalha dos rifles Springfield e M1917 Enfield em rifles semiautomáticos disparando cartuchos de pistola.
O "Bureau of Ordnance" ficou suficientemente impressionado que, em 1923, concedeu ao Sr. Pedersen um contrato fornecendo espaço para escritórios, um orçamento de projeto, um salário anual e, em compensação por sua saída da Remington, o direito de patentear seu trabalho e cobrar royalties do governo dos Estados Unidos se seu rifle fosse adotado.

## Desenvolvimento
Pedersen começou a trabalhar em 1924, concentrando-se primeiro no cartucho. O cartucho .276 Pedersen (7x51 mm) finalmente padronizado e fabricado no Frankford Arsenal era 13 mm mais curto do que o .30-06, um quarto mais leve, geraria quase um terço a menos de calor e cerca de metade a energia de recuo. Apesar de menor, tinha trajetória semelhante à do .30-06., Com velocidade de saída de 2.600 pés por segundo (792 m/s). As desvantagens do projeto foram desempenho reduzido do traçador, perfuração de blindagem menos eficaz, além de complicações logísticas antecipadas provenientes do fato de que o .30-06 continuaria em uso para metralhadoras. O cartucho, no entanto, tornou possível um rifle semiautomático razoavelmente leve, mas eficaz.

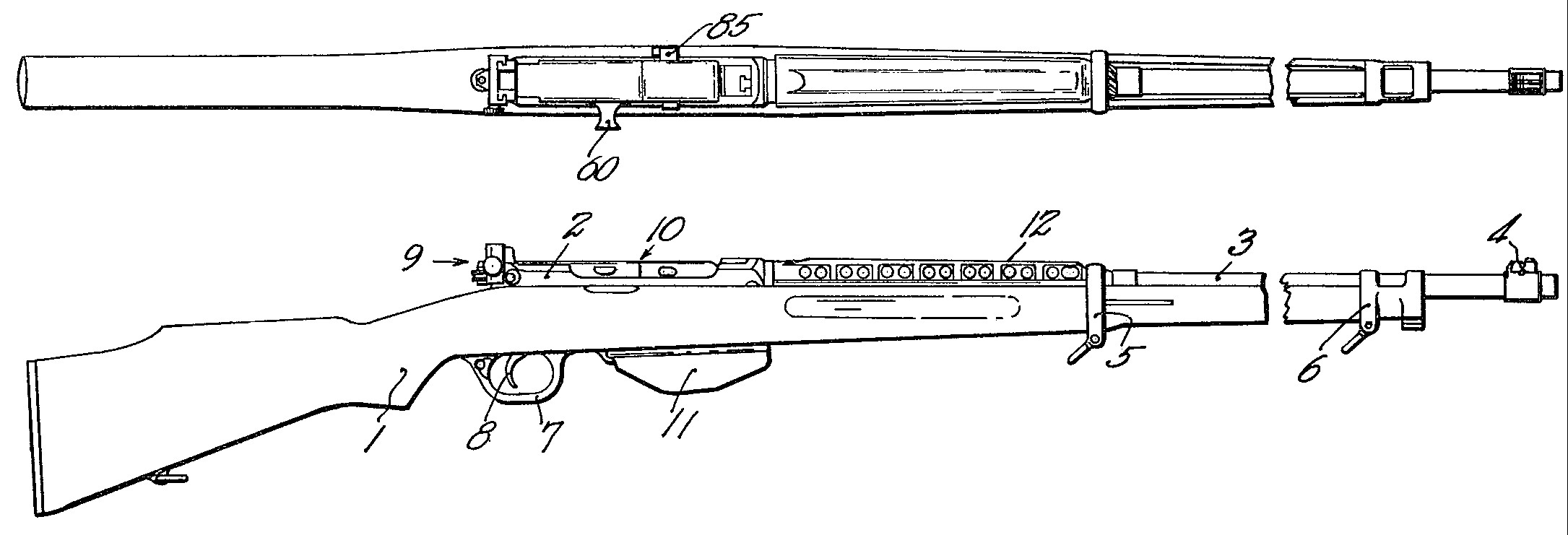
Diagrama do "Rifle Pedersen".

No início de 1926, Pedersen projetou e construiu um protótipo de rifle. Ele havia pesquisado táticas e conceitos operacionais do Exército e projetado as ferramentas para a fabricação de peças como parte integrante da engenharia das próprias peças de armas. Tal aplicação de pesquisa e desenvolvimento sólidos causou uma impressão muito forte no pessoal do Exército quando o rifle foi apresentado para inspeção e teste. O rifle era uma arma sólida e bem acabada, com 44 polegadas (112 cm) de comprimento e pesando pouco mais de 8 libras (3,6 kg). Ele utilizava um carregador destacável de dez cartuchos em bloco, um sistema preferido na época. O rifle Pedersen utilizou um sofisticado sistema de ação articulada como a Luger P08, mas melhorou utilizando o blowback retardado. Este sistema era simples e livre da fragilidade e do recuo severo da operação de recuo, e do peso e complexidade da operação a gás (como no fuzil automático Browning). Para facilitar a extração, os estojos dos cartuchos foram revestidos com cera mineral. Isso deixou uma película fina que era “resistente e durável e não era pegajosa”. Os estojos encerados resolveram o problema da difícil extração, mas atrapalharam a aceitação do rifle Pedersen porque as autoridades temiam que a cera atraísse sujeira e causasse falhas operacionais.

## Teste e avaliação
Em fevereiro de 1926, o novo rifle e munição foram testados na presença de representantes do Chefe de Infantaria do Exército e do Chefe de Cavalaria. Os resultados foram “altamente favoráveis”. A produção foi autorizada em 20 de maio de 1926 de 20 rifles e 5 carabinas. Após testes de versões retrabalhadas dos rifles Thompson e Garand acionados por espoleta expansiva, o Conselho de Infantaria em junho de 1926 recomendou mais testes de todos os três rifles, mas indicou claramente em seu relatório que o rifle Pedersen era o mais desenvolvido dos três.
Em abril de 1928, veio o relatório de teste do Conselho de Infantaria do "T1E3", e foi um sólido endosso do rifle. O Conselho pediu a adoção do rifle "T1E3" para substituir o Springfield Model 1903 e o Browning Automatic Rifle. O Conselho de Cavalaria também foi positivo em sua avaliação do "T1E3". Para os soldados acostumados com o recuo pesado e a operação manual exaustiva do rifle Springfield, o recuo moderado e a funcionalidade de carregamento automático do rifle T1 claramente devem ter causado uma impressão. Devido a problemas com a ativação da espoleta expansiva, John Garand desistiu de trabalhar em um rifle semiautomático .30-06 e também se concentrou exclusivamente no calibre .276.
As dúvidas sobre o efeito letal do calibre .276 foram fortes o suficiente para resultar em testes extensivos em junho e julho de 1928 pelo “Pig Board” (assim chamado porque os testes de letalidade foram realizados em porcos anestesiados). O Conselho constatou que os três calibres (.256, .276 e .30) atingiram 1.200 jardas (1100m). A 300 jardas, a bala de calibre .256 menor causou "de longe os ferimentos mais graves em todas as partes do animal". Com 600 jardas, os resultados foram semelhantes nos três calibres. Nenhum caso convincente poderia ser feito contra o cartucho de Pedersen.

## Mais testes e decisão final
Em julho de 1928, o Departamento de Guerra criou o "Semiautomatic Rifle Board" do Exército, da Marinha e do Corpo de Fuzileiros Navais para testar e avaliar os rifles existentes e recém-enviados, com o objetivo de focar na padronização do design mais útil. Ao contrário dos conselhos anteriores, este continuaria a funcionar por três anos e acabaria por fazer três séries de testes. Este Conselho demonstrou um grande interesse no desenvolvimento de um rifle semiautomático .30-06, mas ao mesmo tempo reconheceu a eficácia potencial do cartucho .276 em distâncias de até 600 jardas e que rifles relativamente leves poderiam ser construídos em torno isto; o Conselho permaneceu consistente com a política de fato do Exército de favorecer a adoção do calibre .276. Contando com o rifle Pedersen "T1E3" (neste momento coberto pela Patente E.U.A. 1 737 974), sete rifles foram submetidos para consideração. Um desses rifles era o rifle .276 de John Garand, operado a gás, o "T3", que tinha um carregador de 10 cartuchos com um "pente" simétrico em bloco.
A conclusão dos testes, realizada em agosto de 1929, viu a Diretoria classificar o "T1E3" e o "T3" como superiores a todos os outros. Ambos os rifles estavam sujeitos a mau funcionamento excessivo, mas o "T3" foi classificado como superior ao "T1E3". Os defeitos "T1E3" específicos foram: falha do mecanismo da culatra para fechar, falhas de ignição, sobrecarga do mecanismo da culatra (falha na alimentação) e quebra de uma engrenagem e uma barra de transferência. O Conselho recomendou a fabricação de 20 rifles "T3" para teste de serviço e, além disso, recomendou a construção de uma versão calibre .30-06 do "T3" para avaliação.
A letalidade dos cartuchos foi novamente investigada pelo “Goat Board”, desta vez com testes de tiro em cabras anestesiadas e medição cuidadosa das velocidades de entrada e saída. No entanto, os resultados do teste novamente não demonstraram superioridade da munição de calibre .30 em distâncias de combate normais.
O ano de 1931 viu o teste dos rifles "T1E3" e vinte "T3E2" pela Infantaria. O Conselho de Infantaria classificou o T3E2 como superior em poder de fogo efetivo e simplicidade de construção (o "T3E2" tinha 60 peças, enquanto o "T1E3" tinha 99 peças). Essa diretoria, que três anos antes havia recomendado a adoção do "T1", passou a privilegiar o "T3E2"; continuou a favorecer o .276. No entanto, o Chefe da Infantaria rompeu com o Conselho de Infantaria e declarou preferência pelo calibre .30.
O rifle .30-06 Garand (essencialmente um "T3E2" ampliado) foi construído rapidamente e, sob a designação confusa de "T1E1", foi testado junto com o "T3E2" e o Pedersen "T1E3" durante o restante de 1931. O quadro de rifle semiautomático agora exibia uma característica notavelmente crítica atitude em relação ao "T1E3". O Conselho considerou falha na exigência de estojos de cartucho lubrificadas (aparentemente independentemente dos méritos técnicos do conceito de tratamento de estojos do Sr. Pedersen), acionamento de gatilho deficiente e a dobradiça para cima do mecanismo da culatra. Uma reclamação mais substantiva tinha a ver com a exposição completa do mecanismo da culatra quando mantido aberto - o Conselho citou corretamente a vulnerabilidade do rifle à lama e poeira enquanto nesta condição. A diretoria também relatou deflagrações antecipadas "slamfire" (o Garand "T3E2" foi relatado por desprender espoletas com seu pino de disparo, mas não disparou).
No final, as questões de financiamento forçaram uma decisão. Diante da possível perda de fundos já autorizada pelo Congresso, o Conselho se reuniu mais uma vez em janeiro de 1932 e decidiu recomendar a aprovação do "T3E2" (o .276 Garand) para aquisição limitada pelo Exército e para continuar o desenvolvimento do "T1E1" (o .30-06 Garand). Com esta ação, o rifle Pedersen foi efetivamente descartado. Em mais quatro anos, quase no mesmo dia, uma versão melhorada do rifle "T1E1" seria adotada como "M1".
Enquanto a Springfield Armory trabalhava e refinava o Garand, Pedersen continuou a trabalhar em outro rifle. Ele desenvolveu um modelo de calibre .30 com um pistão de captura de gás convencional e sistema de haste operacional de várias peças. Ele lutou para que fosse testado pelo Exército dos EUA antes da Segunda Guerra Mundial. Ao mesmo tempo, sérias dificuldades estavam sendo encontradas com o Garand e questões foram levantadas. Tanto Pedersen quanto Melvin M. Johnson, Jr. tentaram capitalizar os problemas. Com base em números de série, acredita-se que foram feitos 12 protótipos de rifles Pedersen com captura de gás. Um exemplo do G-Y model reside no Springfield Armory Museum.

## Interesse estrangeiro
A publicidade da séria consideração do Exército dos EUA em adotar o rifle Pedersen como padrão gerou interesse semelhante no rifle no Reino Unido. Pedersen viajou para o Reino Unido em 1930 para supervisionar o ferramental de uma instalação de produção da Vickers-Armstrong para a fabricação de rifles para teste pelo governo do Reino Unido e para possível comercialização em outros países. O Reino Unido testou o rifle em 1932 junto com outros protótipos de rifles semiautomáticos, mas decidiu não tomar nenhuma providência. Aparentemente, a Vickers fabricou o rifle em pequenas quantidades e também desenvolveu o design. Um rifle Vickers-Pedersen calibre .276 oferecido à venda em março de 2008 pela firma de leilões James D. Julia tinha o número de série 95, e o clipe que acompanhava o rifle tinha um design curvo e simétrico (adequado para encaixar no carregador nas duas extremidades). A coronha tinha um formato visivelmente diferente dos rifles feitos na Springfield Armory, mas fora isso o rifle era idêntico ao "T1E3" de produção dos EUA e, portanto, incorporou as revisões de design cobertas pela patente dos EUA 1.866.722 para tornar seu rifle mais modular na construção e, portanto, mais fácil para desmontar e manter.

### O Pedersen japonês
Pedersen foi então ao Japão para encorajar o interesse em seu rifle pelo Exército Imperial Japonês, o que parece ter levado à construção de 12 rifles e 12 carabinas para teste por volta de 1935; o projeto foi supostamente abandonado em 1936. Essas armas foram aparentemente feitas para disparar o cartucho de serviço japonês padrão de 6,5 mm e incorporaram mudanças de design que mudaram radicalmente a aparência deste rifle quando comparado ao rifle "T1E3" original. O mais notável foi o uso de um carregador Schoenauer do tipo carretel que formou um aumento muito pronunciado na coronha logo à frente do guarda-mato. Uma alavanca de segurança montada no receptor e uma guia de clipe de cartucho na frente da cabeça do bloco da culatra também são características perceptíveis. Um guarda-mão de madeira ventilado cobre completamente o cano, enquanto a coronha lembra mais aquela do rifle Tipo 99 posterior do que o então padrão Tipo 38. As miras estão deslocadas para a esquerda, embora o movimento do mecanismo de bloqueio da culatra ainda interrompa momentaneamente a linha de visão. O pino da dobradiça também foi feito removível. Alegadamente, o exército japonês não percebeu realmente a importância da lubrificação do estojo para este tipo de rifle, então os rifles de teste nunca funcionaram de forma satisfatória. Uma versão carabina, número de série 5, foi recentemente descrita com alguns detalhes. Uma foto de um rifle ou carabina desmontada, supostamente de um espécime encontrado no Japão no final da Segunda Guerra Mundial, foi reproduzida no The Book of the Garand de Hatcher e em alguns outros livros de armas.

## Legado
Embora o rifle Pedersen nunca tenha alcançado o status de arma padrão do Exército dos EUA, o rifle teve um impacto visível no processo pelo qual o vencedor final - o rifle M1 Garand - foi selecionado. O trabalho de John Pedersen na criação e aprimoramento de seu rifle foi um processo coerente de pesquisa e desenvolvimento que elevou significativamente o nível de exigência para aqueles que tentavam obter uma audiência do Armamento do Exército sobre seus projetos. Notavelmente, a única competição séria que o rifle Pedersen teve no final foi o rifle criado por John C. Garand - como Pedersen, um talentoso designer e engenheiro com um sólido conhecimento nas particularidades das ferramentas de produção.
O sucesso inicial e o fracasso final do rifle Pedersen às vezes foram interpretados como o simples funcionamento de uma tomada de decisão tendenciosa ou excessivamente conservadora em face da inovação tecnológica. No entanto, há pouco no registro histórico para apoiar tais interpretações. Simplificando, o rifle Pedersen tinha deficiências. O rifle era complexo, tornando legítimas as preocupações com a produção em massa com um padrão exato de permutabilidade de peças. Os problemas revelados nos testes do Exército eram sérios e inerentes ao projeto. Certamente, as preocupações expressas pelo Conselho de Rifles Semiautomático em relação à vulnerabilidade do mecanismo operacional à areia e lama quando mantido aberto eram muito reais. No entanto, o que o rifle conseguiu demonstrar foi que um rifle de combate semiautomático era uma proposta realista. O entusiasmo inicial do Conselho de Infantaria para a adoção deste rifle é certamente um forte testemunho neste ponto. O preconceito é certamente visível na atitude negativa tomada em relação ao que foi sem dúvida o aspecto mais inovador do desenvolvimento do rifle: a lubrificação dos estojos dos cartuchos com o processo de cera seca de Pedersen. A equação implícita desse processo com o sistema de lubrificação do estojo confuso e vulnerável à contaminação usado no Rifle Thompson (também um projeto de blowback hesitante) certamente mostra um grau de conservadorismo obstinado. Este conceito ainda pode ter aplicação potencial no desenvolvimento de armas de fogo, mesmo agora, mas certamente não foi apreciado ou mesmo considerado na década de 1920.
Alguns escritores sugeriram que o rifle Pedersen foi efetivamente morto pela decisão do Chefe do Estado-Maior Douglas MacArthur de exigir o uso do cartucho .30-06 para o rifle semiautomático padrão. No entanto, o registro não apóia tal interpretação. O rifle Pedersen foi rejeitado um mês antes do Gen. MacArthur se pronunciar sobre o assunto, em um momento em que o fuzil calibre .276 "T3E2" Garand era o vencedor claro da competição e estava pronto para a produção inicial. A história mostra que MacArthur vetou o cartucho .276 Pedersen para uso no rifle Garand.

## Descrição e operação
O rifle Pedersen "T1E3" foi feito em duas versões: um rifle de infantaria com um cano de 24 polegadas, coronha de corpo inteiro com uma faixa frontal do tipo M1903, 44 polegadas de comprimento (vinte fabricados); e uma carabina de cavalaria com um cano de 21 polegadas e meia estocada como a carabina de cavalaria Krag-Jørgensen (cinco fabricadas). Um número desconhecido, porém maior, de rifles de infantaria foi fabricado pela Vickers-Armstrong na Grã-Bretanha. O rifle de infantaria tinha um peso planejado de 8 libras e 2 onças; o peso dos rifles testados pelo Conselho de Infantaria era em média de 9 libras e 2 onças. A coronha de nogueira tinha um punho de semi pistola de contorno bastante raso e uma queda pronunciada na coronha com um longo resto de bochecha formado no topo da coronha. Um protetor de mão de metal ventilado cobria o cano apenas entre o receptor e a banda inferior. Sob a proteção de mão estava uma seção espessa do cano usinada com 12 ranhuras em espiral, todo o projeto evidentemente destinado a fornecer tanto dissipador de calor quanto efeito de resfriamento de ar radiante. (O protetor de mão de metal foi um ponto de crítica durante os testes do Exército por se tornar muito quente ao toque após um disparo moderado; a falta de cobertura de madeira uniforme do cano foi considerada a causa de problemas de precisão devido à expansão desigual do cano quente) . O carregador de dez tiros embutido incluía um corpo inferior de aço que se projetava abaixo da parte inferior da coronha aproximadamente uma polegada à frente de um guarda-mato de aço fresado convencional; o corpo do carregador tinha contornos suaves e distintos que refletiam tanto as formas das peças do mecanismo de alimentação quanto a preocupação evidente do projetista com a facilidade de uso e a segurança do soldado. A mira frontal era uma lâmina M1903 desprotegida; a mira traseira, montada na extremidade traseira do receptor, era uma mira peep protegida de design original ajustável para vento e elevação. O receptor foi totalmente aberto na parte superior entre o anel do barril e a montagem da mira traseira. O punho de operação chato e atarracado para o mecanismo da culatra da culatra projetava-se para a direita da parte dianteira da manivela (a parte mais traseira do mecanismo da culatra).

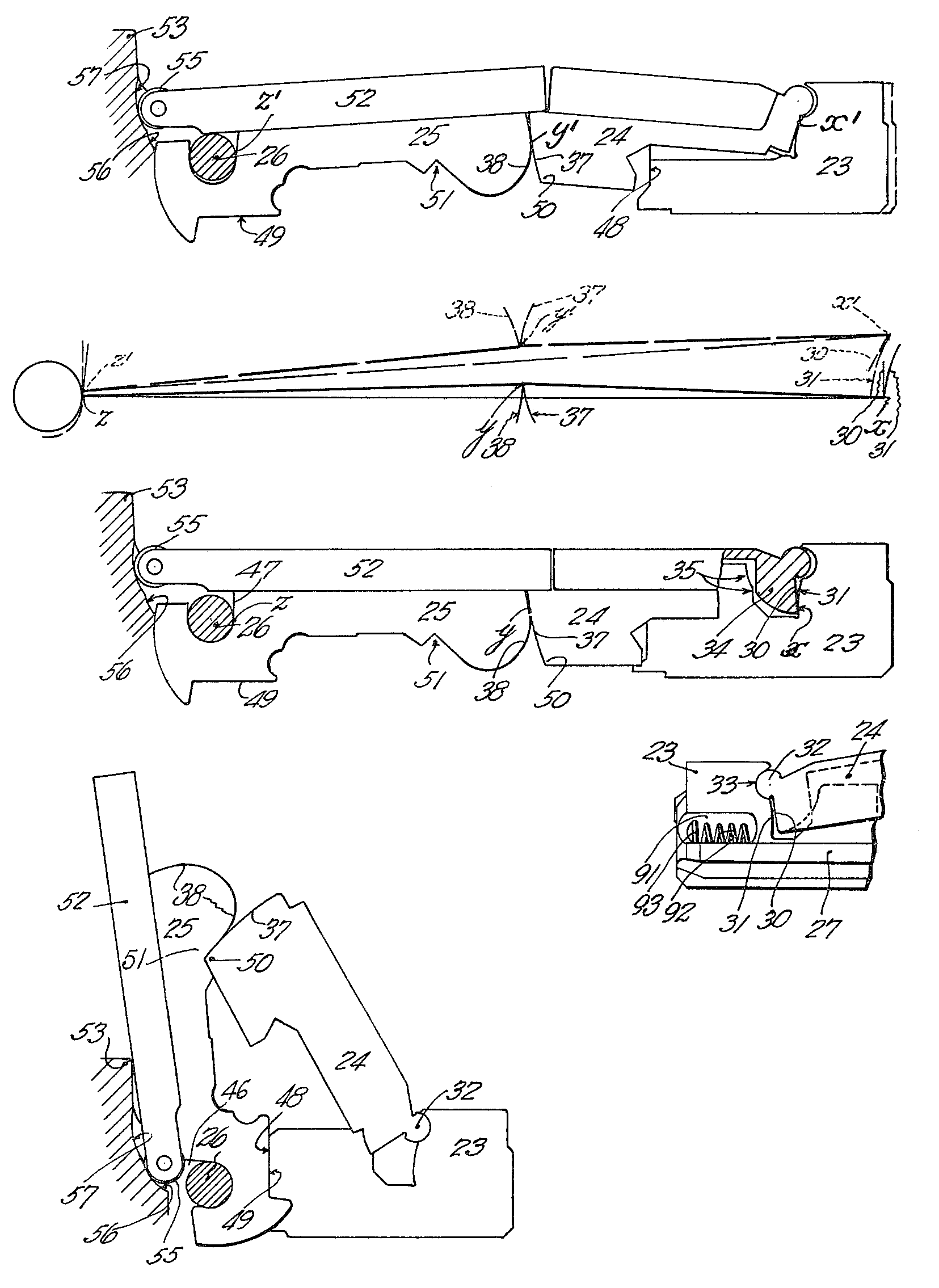
O mecanismo de ação do rifle Pedersen.

O mecanismo de bloqueio da culatra foi feito em três partes. De frente para trás, elas eram:
1. A cabeça do bloco da culatra; esta parte apoiou a base do cartucho.
2. O corpo; isso estava ligado ao número 1 e ao número 3.
3. A manivela; ele foi preso à parte traseira do receptor com o pino da dobradiça.

O rifle Pedersen operava com base no princípio do blowback de retardo: a energia liberada pelo disparo de um cartucho imediatamente fazia com que a culatra começasse a se mover para trás, mas a alavanca mecânica embutida no mecanismo fazia com que a abertura real da culatra fosse atrasada por tempo suficiente para que a pressão dentro do cano cairia para um nível seguro. Isso foi conseguido com uma superfície de rolamento usinada na extremidade dianteira da manivela. Conforme a cabeça da caixa pressionava a cabeça do bloco da culatra e a forçava a se mover para trás (conforme guiada pelas superfícies de contato no receptor), a pressão era exercida no corpo, que por sua vez exercia pressão na manivela. A manivela tinha superfícies de contato em sua extremidade traseira que transmitiam pressão às superfícies correspondentes na parte traseira do receptor, aliviando assim o pino da dobradiça de tensão excessiva. À medida que a superfície traseira do corpo continuava a exercer pressão sobre a superfície de rolamento na frente da manivela, a alavanca exercida faria com que a manivela se movesse cerca de 95 graus para cima a partir da horizontal no fulcro formado por ela ser fixada na parte traseira do o receptor pelo pino da dobradiça. O mecanismo de bloqueio da culatra operava de maneira semelhante à operação da pistola Luger, mas, ao contrário dessa pistola, o mecanismo de Pedersen em nenhum momento foi travado mecanicamente. O princípio de funcionamento era o mesmo da metralhadora Schwarzlose Modelo 07/12 usada pela Áustria-Hungria durante a Primeira Guerra Mundial.
Como acontece com todas as armas por blowback de retardo, o rifle Pedersen tinha que ter alguns meios para evitar que os cartuchos ficassem presos na câmara devido à pressão da culatra relativamente alta e à velocidade de operação existente no momento da extração. A medida adotada pelo projetista foi a sofisticada técnica de revestimento dos estojos descrita anteriormente, que em combinação com a conicidade das laterais do estojo do cartucho, sem dúvida, contribuiu para o alto grau de confiabilidade observado em todos os testes do Exército. O uso de cartuchos não revestidos (feitos intencionalmente em pelo menos um teste) fez com que o rifle deixasse de funcionar completamente.
Começando com o rifle descarregado e o mecanismo da culatra fechado, o ciclo de carregamento e operação seria o seguinte:
1. Segurando a manivela com a mão direita, o operador puxaria a manivela para cima e para trás até a posição vertical, ponto em que o dispositivo de retenção aberta engataria na parte inferior da cabeça do bloco da culatra. A mola de retorno da culatra, totalmente alojada dentro da manivela, seria neste ponto totalmente comprimida.
2. Um clipe de aço de mola assimétrica de dez rodadas em uma coluna de duplo escalonamento seria então inserido, a extremidade da alimentação para cima, no carregador contra a pressão da mola do seguidor do carregador; quando totalmente inserido, o clipe seria preso e preso por uma trava. (Nota: este clipe, como o clipe usado no rifle austríaco Modelo 95, só poderia ser inserido de uma maneira e, portanto, poderia causar confusão sob o estresse do combate). O descarregamento do carregador seria feito (se necessário) retraindo e mantendo aberto o mecanismo da culatra e, em seguida, empurrando o gatilho para frente de sua posição neutra; o clipe e todos os cartuchos restantes seriam ejetados para cima.
3. Ao puxar ligeiramente para trás a alavanca de operação, o operador então liberaria a cabeça do bloco da culatra do dispositivo de retenção aberta e sob pressão da mola operacional o mecanismo do bloco da culatra se endireitaria, conduzindo a cabeça do bloco da culatra para frente para empurrar o cartucho superior para frente de sob os lábios de alimentação do clipe, compartimentando o cartucho e engatando a ranhura de extração em torno da base do cartucho com o extrator. O extrator e o ejetor do tipo êmbolo com mola foram ambos embutidos na cabeça do bloco da culatra. Se o rifle não fosse disparado imediatamente, o conjunto do atacante com mola (alojado dentro da cabeça e corpo do bloco da culatra) poderia ser travado empurrando a trava de segurança localizada no corpo da culatra da direita para a esquerda; isso também travaria o mecanismo de bloqueio da culatra para que não pudesse ser aberto. (Relatórios de teste do Exército identificaram a segurança e o mecanismo de disparo como áreas fracas do rifle T1: a segurança, quando aplicada, impedia a liberação de uma câmara carregada e não travava o mecanismo de gatilho; a segurança também estava sujeita a danos. O atacante foi relatado ter ficado preso em algumas ocasiões, causando incêndios violentos).
4. Com o rifle pronto para disparar, pressionar o gatilho causaria o movimento de uma barra de conexão que se estendia para frente em direção ao poço do carregador; o movimento da barra de conexão, então, faria com que o esticador saísse do engate com o percussor e causaria o disparo do cartucho com câmara. (Em comum com os rifles bullpup, que também separam o gatilho do mecanismo de disparo, relatou-se que o T1 sofria de uma sensação de puxar o gatilho relativamente pobre; durante pelo menos uma série de testes, a barra de conexão quebrou). Quando o mecanismo de bloqueio da culatra acionava o ciclo, a manivela bloqueava momentaneamente a linha de visão (os fuzileiros do Exército testando este rifle aparentemente se acostumaram a esse efeito rapidamente, mas houve comentários negativos nos relatórios de teste sobre a manivela atingindo a borda do capacete Brodie então problema padrão no Exército dos Estados Unidos, além de danificar as abas dos chapéus de feltro de campanha então usados como parte do uniforme de campo).
5. Quando a última rodada no clipe era compartimentada e então disparada, o movimento final para cima do carregador do carregador engataria o dispositivo de retenção aberta, que pegaria e manteria a cabeça do bloco da culatra na posição aberta; o clipe vazio seria ejetado para cima. O mecanismo de bloqueio da culatra pode ser liberado pressionando o seguidor e puxando ligeiramente para trás a alavanca de operação. (O T1 e o Cal .276 Garand tinham uma tendência de manter suas ações abertas e ejetar os clipes enquanto uma bala ainda permanecia no carregador).

A desmontagem de campo básica do rifle T1 era simples: com o rifle descarregado e o mecanismo mantido aberto, pressionar um pino na parte inferior da manivela travaria a mola de retorno da culatra. A cabeça do bloco da culatra poderia então ser guiada para cima e para fora através de guias inclinados no receptor e a manivela então poderia ser liberada do pino da dobradiça, permitindo que todo o mecanismo da culatra fosse removido como uma unidade. O compartimento do carregador seria então desmontado pressionando o compartimento para frente até que o lábio de retenção dianteiro se tornasse livre da ranhura na parte dianteira do receptor em que normalmente ficava e, em seguida, girando o compartimento para baixo. Todo o gatilho e o grupo de mecanismo de alimentação seriam então removidos pressionando um parafuso transversal com mola na parte traseira do guarda-mato, logo abaixo da coronha; todo o conjunto seria então liberado para ser puxado para baixo e para trás para separá-lo do receptor e do estoque. O conceito geral do processo de remoção em campo é semelhante ao da carabina SKS. A coronha e o conjunto do receptor do cano normalmente não seriam separados, seguindo o padrão de rifles como o modelo alemão 98 Mauser ou o modelo 1903 Springfield.

## Números de série (fabricados nos EUA)
A tabela a seguir é derivada de informações obtidas no seguinte site: "Springfield Research Service" Grande parte da manutenção de registros do Pedersen e de outros rifles desse período já não existe mais. Os registros que os pesquisadores deste site foram capazes de encontrar parecem estar relacionados ao período final dos testes competitivos em 1931.
SA = Springfield Armory.
1. 2/11/31 SA
2. Carbine 2/11/31 SA
3. 2/11/31 SA; 4/11/31 SA para Ft. Benning
4. Carbine 2/11/31 SA; 4/11/31 SA para Ft. Riley
5. 2/11/31 SA; 4/11/31 SA para Ft. Benning
6. 2/11/31 SA
7. Carbine 2/11/31 SA; 4/11/31 SA para Ft. Riley
8. 2/11/31 SA (deficiente); 4/11/31 SA (sendo reparado)
9. 2/11/31 SA (deficiente); 4/11/31 SA (being reparado)
10. 9/28/31 no Ordnance Office
11. 8/30/27 SA para Ft. Benning
12. 2/11/31 SA; 4/11/31 SA para Ft. Benning
13. 2/11/31 SA; 4/11/31 SA para Ft. Benning
14. 8/30/27 SA para Ft. Riley; 4/11/31 SA para Ft. Benning
15. 2/11/31 SA; 4/11/31 SA para Ft. Benning
16. 2/11/31 SA; 4/11/31 SA para Ft. Benning
17. Carbine 2/11/31 SA; 4/11/31 SA para Ft. Riley
18. 2/11/31 SA; 4/11/31 SA para Ft. Riley
19. 2/11/31 receptor extra
20. 2/11/31 vendido para J D Pedersen

A partir das informações desta tabela, aparentemente podemos identificar quatro das cinco carabinas e 16 dos 20 rifles. O número de série 22 foi aparentemente atribuído a um receptor que, na verdade, não foi usado para construir um rifle completo; isso parece indicar que apenas 19 dos 20 rifles autorizados foram fabricados.